# Bokeo tartomány
Bokeo Laosz egyik tartománya az ország északi részén. Neve drágakőbányát jelent. A tartomány 1983-ban jött létre, amikor annak területét leválasztották Loung Namtha területéről.

## Közigazgatási beosztás
Bokeo tartomány a következő körzetekre oszlik:
1. Houayxay (5-01)
2. Meung (5-03)
3. Paktha (5-05)
4. Pha Oudom (5-04)
5. Tonpheung (5-02)

1. ↑  http://lao.unfpa.org/sites/default/files/pub-pdf/PHC-ENG-FNAL-WEB_0.pdf pp. 100